# Goring Lock

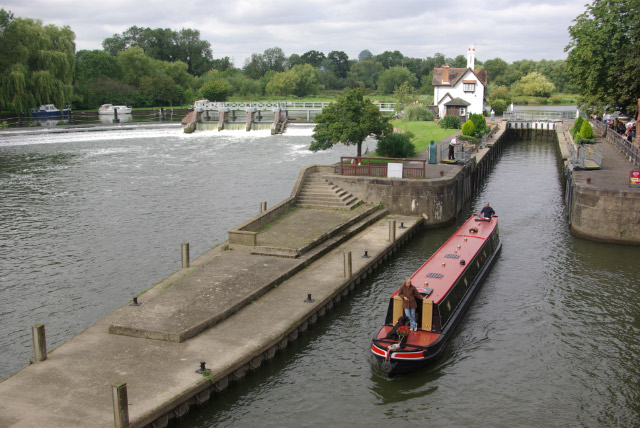
Das Goring Lock und Wehr von der Goring und Streatley Bridge

Das Goring Lock ist eine Schleuse in der Themse am Goring Gap in den Chiltern Hills. Sie liegt bei Goring-On-Thames in Oxfordshire. Auf der anderen Seite des Flusses liegt Streatley in Berkshire. Die Schleuse liegt nur wenig flussaufwärts der Goring and Streatley Bridge und wurde 1787 von der Thames Navigation Commission gebaut.
Das Wehr verläuft von der Schleuse zu einer Insel an der Goring and Streatley Bridge und von dort gibt es ein weiteres Wehr zum Ufer bei Streatley.

## Geschichte
Es gab ein Wehr hier, das ursprünglich der Goring Priory gehörte und dann an einen Müller ging, der eine Stauschleuse betrieb. Ein Zeitungsbericht aus dem Jahr 1674 beschreibt wie 60 Menschen ertranken als ein Fährmann zu nah an das Wehr fuhr. Die Schleuse wurde im August 1787 aus Eichenholz gebaut. Bis 1869 wurde die Schleuse zusammen mit dem Cleeve Lock von einem Schleusenwärter betrieben. Dann gab es Pläne ein eigenes Schleusenwärterhaus zu bauen, dessen Bau sich bis ins Jahr 1879 verzögerte. Die Schleuse selbst wurde 1886 erneuert. Bei Arbeiten im Jahr 1921 wurden in der Schleusenkammer zusätzliche Tore eingebaut, so dass zwei Kammern entstanden, diese Tore wurden jedoch 2003 wieder entfernt.

## Der Fluss oberhalb der Schleuse
Der Flussabschnitt oberhalb der Schleuse ist nur einen Kilometer lang und der kürzeste zwischen zwei Schleusen in der Themse. Der Themsepfad kreuzt den Fluss an der Goring Bridge to Streatley und verläuft auf der westlichen Seite dess Flusse bis zum Cleeve Lock.